# David Barker (jinete)
Charles David Barker (York, 22 de septiembre de 1935–7 de octubre de 2018) fue un jinete británico que compitió en la modalidad de salto ecuestre. Ganó una medalla de oro en el Campeonato Europeo de Saltos Ecuestres de 1962, en la prueba individual.

## Palmarés internacional
| Campeonato Europeo | Campeonato Europeo    | Campeonato Europeo | Campeonato Europeo |
| Año                | Lugar                 | Medalla            | Categoría          |
| ------------------ | --------------------- | ------------------ | ------------------ |
| 1962               | Londres (Reino Unido) | Medalla de oro     | Individual         |